# Hackensack (Minnesota)
Hackensack – miasto w Stanach Zjednoczonych, w stanie Minnesota, w hrabstwie Cass.